# Élelmiszeripari Minisztérium
Az Élelmiszeripari Minisztérium egy  minisztérium volt a Magyar Népköztársaság időszakában. 1952. január 5-én hozták létre,  az Élelmezési Minisztérium  kettéválasztásával, annak egyik jogutódaként (a másik utódtárca a Begyűjtési Minisztérium lett). 1956. december 31-ig működött. Döntés született arról, hogy 1957. január 1-jétől összevonják a Könnyűipari Minisztériummal, ezt a döntést azonban nem hajtották végre. Helyette 1957. február 1-jétől létrejött az Élelmezésügyi Minisztérium.